# 鄭昭公

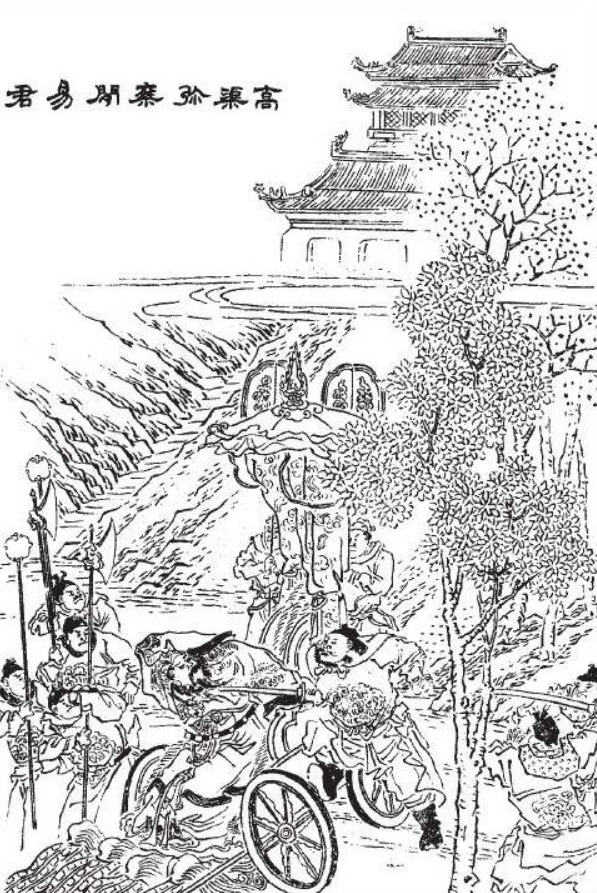
小说《东周列国志》插画：高渠弥乘间易君

鄭昭公（？—前695年），姬姓，名忽，字曼伯，中國春秋時代鄭國君主（前701年及前697年－前695年在位）。他是鄭國首位被暗殺的君主。

## 生平
鄭昭公忽是鄭莊公的長子，母親是邓国人，被立为太子。周平王时，周郑交质，王子狐在郑国作为人质，公子忽在周朝作为人质。
前718年四月，卫国以南燕国军队讨伐郑国，郑庄公派遣祭足、原繁与泄驾率三军迎战，却暗中派遣曼伯（公子忽）及子元（公子突）潜入南燕军队后方。南燕军畏惧郑国三军，但没有防备从制地来的军队。同年六月，曼伯及子元在北制击败南燕军。
前716年，公子忽在周桓王身边，陈桓公请求把女儿嫁给他。郑庄公同意，于是就订了婚。前715年四月初六日，公子忽到陈国迎娶妻子妫氏，四月十三日，带着妫氏来到郑国。
前707年，繻葛之战时，曼伯担任右方阵的指挥，祭仲足担任左方阵的指挥，原繁、高渠弥带领中军护卫郑庄公，摆开了叫做鱼丽的阵势。
前706年，齊國被北戎入侵，鄭莊公派太子忽領兵協助齊國。齊釐公想把女兒嫁許配與公子忽，但為婉拒。大臣祭足勸太子忽接受，太子忽卻說「齊大非耦」，齊國太強大，不是鄭國適合的配偶，而沒有聽從。
公子忽抗击救援齐国有功。齐国给诸侯的军队馈送食物，让鲁国确定馈送的次序。鲁国按周室封爵的次序把郑国排在后面。前702年，郑国大怒，请求齐国出兵。齐国率领卫国军队帮助郑国。
前701年，鄭莊公去世，太子忽繼位，是為鄭昭公。宋莊公誘祭足到宋國，然後脅迫祭足立公子突為君，是為鄭厲公。昭公在得知祭足被脅迫的消息後便流亡到衛國，12天後厲公回國即位。
鄭厲公雖然登位，但與祭足不和，企圖暗殺他。前697年，厲公的圖謀敗露，祭足迫厲公流亡，迎接昭公回國復位。

## 暗殺
鄭國大夫高渠彌與昭公有仇，因為昭公曾勸父親鄭莊公不要委任高渠彌出任官職，但鄭莊公沒有聽從。昭公復位後，高渠彌害怕被處死，於是決定先發制人。前695年，高渠彌和鄭昭公一起去打獵時，在郊外把昭公射死。
根據《左傳》記載，昭公認為高渠彌有缺點，所以勸父親鄭莊公不要任用高渠彌。
高渠彌殺死鄭昭公後，擁立他另一個弟弟公子亹即位為君，但次年齊襄公誘捕了高渠彌和子亹，並把子亹殺掉。